# Nocaut

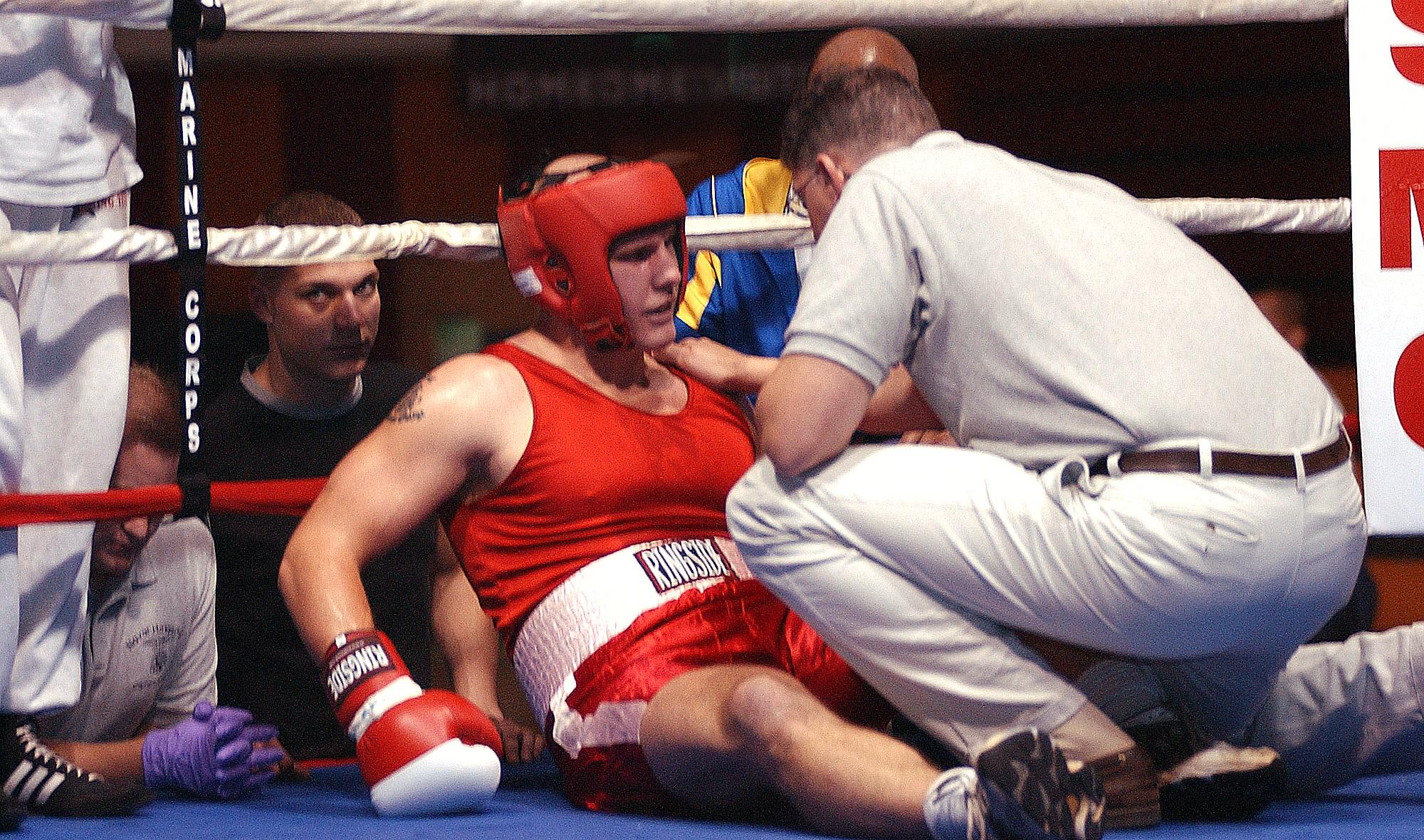
Un peleador en la lona recibe el conteo de protección.

El nocaut, KO (pronunciado /káo/), noqueo o knockout (inglés: knockout) es una de las formas de obtener el triunfo en muchos deportes de contacto como son las artes marciales mixtas (MMA), el boxeo, el taekwondo o el kick boxing, así como en otros deportes de contacto físico directo entre ambos contendientes. El término significa fuera de combate, y se produce cuando un deportista queda incapacitado para levantarse de la lona del cuadrilátero o del tatami por un período específico de tiempo, ya sea por causa de la fatiga o porque los daños que ha sufrido (como un corte en la ceja, o un golpe muy fuerte en la cabeza o el hígado) le provocan la pérdida del equilibrio y posteriormente la pérdida de la consciencia.
Un nocaut técnico (también llamado «TKO» o «KO técnico») se declara cuando el árbitro decide que un luchador no puede continuar en el combate, pues se encuentra en condiciones inferiores a las de su oponente, aunque no haya caído a la lona. En el Reino Unido los nocauts técnicos también se producen cuando el contendiente rechaza seguir peleando o hay una irrupción del entrenador en el ring.

## Características físicas

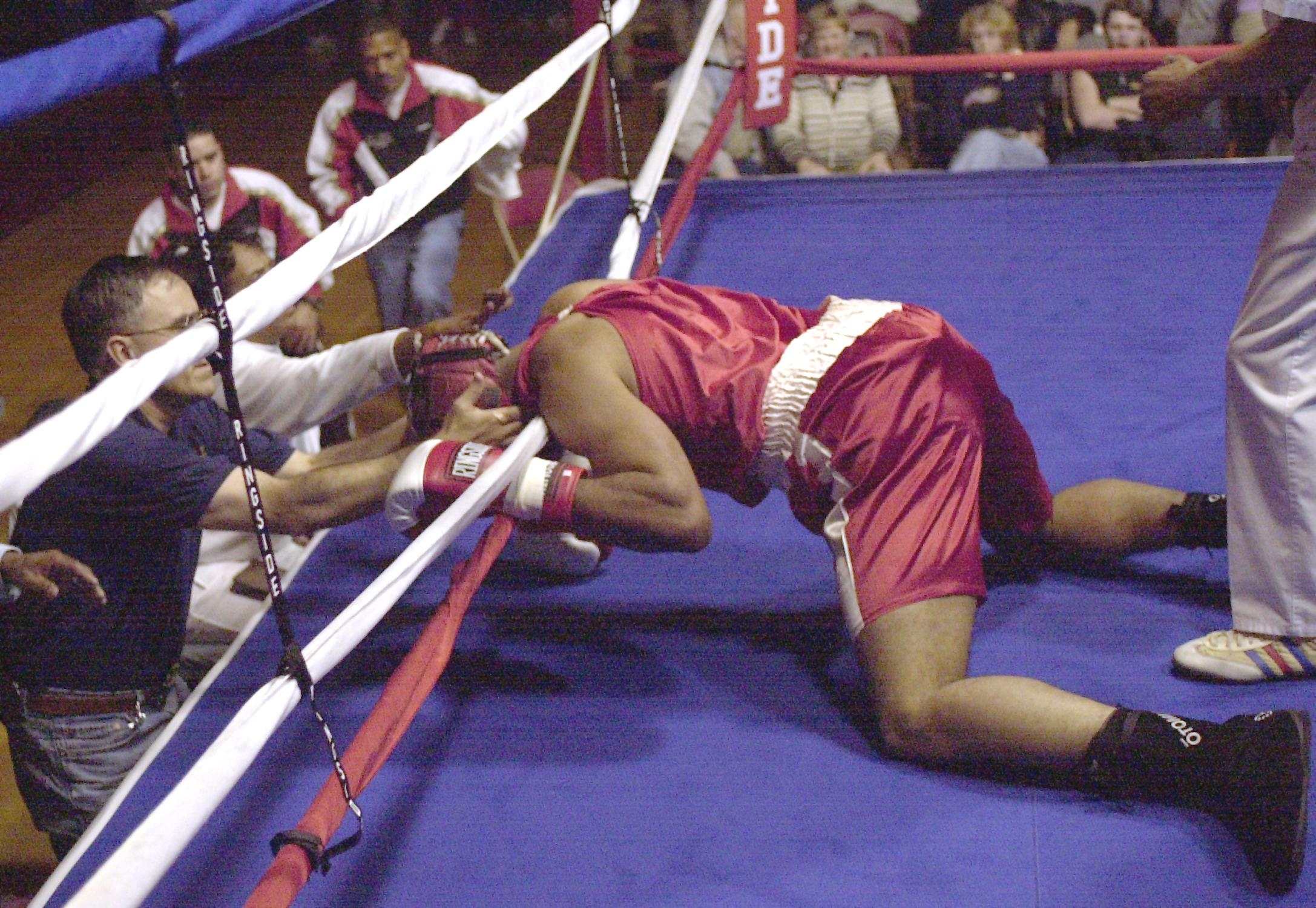
El nocaut se caracteriza por una pérdida temporal de la consciencia.

En realidad se sabe muy poco acerca de qué es exactamente lo que causa el nocaut, pero una explicación con la que muchos están de acuerdo es que se debe a un traumatismo encefalocraneal menor en el cerebro. Esto suele ocurrir cuando la cabeza se mueve muy rápidamente debido a un golpe recibido.
Una teoría, desmentida en la actualidad, defendía que el nocaut era producido por una compresión en las arterias del cuello, y que esto evitaba la irrigación suficiente de sangre en el cerebro. 
Cuando un púgil está a punto de ser noqueado, se puede notar su estado de vulnerabilidad, ya que no puede mantener las manos levantadas a la altura de su cara. Si un luchador sufre una contusión y cae, pero se puede levantar, se dice que ha sufrido un knockdown, y recibe una cuenta de protección de 8 segundos, tras la cual los jueces determinan si puede seguir peleando; en caso de que no sea así, se le declara un nocaut técnico.
Se sabe que repetidos golpes a la cabeza, característicos de la mayoría de los deportes de contacto, pueden llegar a causar un daño cerebral permanente, con consecuencias que van desde la parálisis parcial de alguna de las extremidades hasta, en los casos más graves, síntomas parecidos a los de las enfermedades de Alzheimer y Parkinson (demencia pugilística o «síndrome del boxeador»), y en los casos más graves accidente cerebrovascular o parálisis, pasando también por el trauma ocular. De ahí que algunos médicos sugieran usar protecciones adecuadas para la cabeza, o evitar deportes que puedan causar un eventual nocaut en uno de los contendientes.

## La aplicación del nocaut en distintos deportes

### El triunfo por nocaut en el boxeo
En el boxeo, un nocaut ocurre cuando un púgil es derribado en la lona y no se puede levantar en 10 segundos. Cabe destacar que cuando un luchador sufre un nocaut, se le prohíbe pelear por un tiempo de un mes, para evitar daños graves en su salud.

### En las artes marciales mixtas
En las artes marciales mixtas, las definiciones de un nocaut varían dependiendo de cada organización. Por ejemplo, en el PRIDE FC de Japón, no se reconoce el nocaut como un modo oficial de victoria, y solo declara los nocauts técnicos cuando considera que un contrincante es incapaz de continuar en el combate. En el vale tudo, un nocaut es declarado cuando un competidor pierde la conciencia totalmente. Los nocauts suelen ser raros en deportes como el taekwondo, debido a las protecciones que ambos contendientes portan.

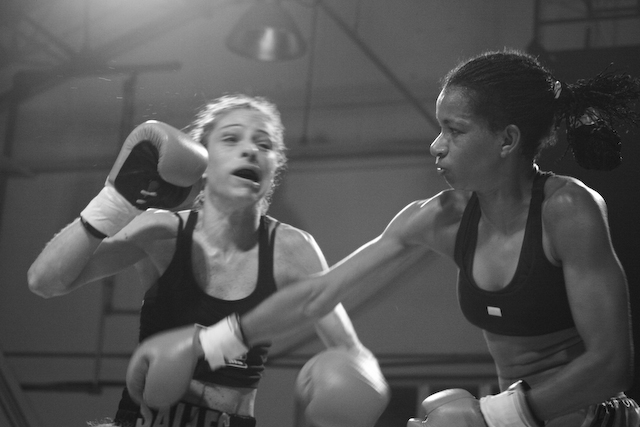
El no poder mantener las manos a la altura de la cara es un signo de fatiga.

### En la lucha libre
En la lucha libre profesional, el nocaut puede variar dependiendo el tipo de lucha, en luchas Mano a Mano el nocaut puede aplicarse de dos maneras distintas, por ejemplo, tras quedar inconsciente por una llave de rendición. Para determinar el nocaut el árbitro levanta el brazo del luchador y lo deja caer. Si deja caer el brazo tres veces y el luchador no logra impedir que su brazo toque la lona, es considerado en nocaut.
Además en luchas tipo «Último hombre en pie» un luchador es declarado vencedor al dejar a su oponente en estado de nocaut, para esto el luchador debe lograr, ya sea con golpes y llaves, que su oponente sea incapaz de levantarse del piso o la lona antes de que el árbitro cuente hasta diez.
También puede ocurrir que en luchas «Último hombre en pie» o en luchas Mano a Mano ambos luchadores terminen noqueándose (por ejemplo con un doble Clothesline), en este caso el árbitro cuenta hasta 10. Si ningún luchador logra ponerse de pie, la lucha es declarada empate. Si un luchador logra ponerse de pie, y al llegar a 10 su oponente no puede pararse, es declarado vencedor.

### En elfull contact
En el full contact, el nocaut se produce cuando un luchador fracasa al intentar levantarse de la lona. Cuando un contendiente cae a la lona, recibe una cuenta de protección de 8 segundos; el árbitro pide al combatiente que levante las manos a la altura de la cara; si el contendiente no puede mantenerlas, se declara un nocaut técnico. En ciertas variedades del full contact como lo son el semi contact o el light contact, el objetivo final no es derrotar a base de puñetazos y patadas al oponente, sino lograr una puntuación mayor, marcando únicamente los golpes sin aplicarlos con impulso pleno, y en algunos casos el nocaut se encuentra penalizado.

### En eltaekwondo
Por una parte, en la Federación Internacional de Taekwondo, el nocaut se encuentra penalizado; según la situación puede ser determinado como un contacto fortuito y acarrear la descalificación del deportista que noqueó a su contrincante. En la Federación Mundial de Taekwondo, el knockdown se produce cuando un deportista toca el tatami con cualquier parte del cuerpo que no sea la planta de los pies debido a la fuerza de una técnica que realizó su oponente. Si esta situación se prolonga por 10 segundos, el contrincante es declarado vencedor.

## Récords

### Los 15 boxeadores con más KOs
1. Billy Bird (138)[7]
2. Archie Moore (131)
3. Young Stribling (129)
4. Sam Langford (128)
5. Buck Smith (120)
6. Kid Azteca (114)
7. George Odwell (111)[8]
8. Sugar Ray Robinson, Alabama Kid (108)[9]
9. Peter Maher (107)
10. Sandy Saddler (103)
11. Henry Armstrong (101)
12. Joe Gans (100)
13. Jimmy Wilde (98)
14. Len Wickwar (93)
15. Jorge Fernando Castro, Fred Galiana (90)[10]

### Los campeones de boxeo con más% KOs
Campeones mundiales (absolutos), WBA, WBC, IBF y WBO con más del 85 % de victorias por KO.
1. Edwin Valero, Artur Beterbiev (100 %)
2. Gervonta Davis (95.5 %)
3. Deontay Wilder (95.2 %)
4. Daigo Higa  (93.8 %)
5. Anthony Joshua (91.3 %)
6. Ángel Acosta (90.9 %)
7. Carlos Zárate Serna (90 %)
8. Naoya Inoue (88.9 %)
9. Yunier Dorticos, Jonathan Guzmán (88.0 %)
10. Rocky Marciano (87.8%)
11. Wilfredo Gómez, Aaron Pryor, Laila Ali (87.5 %)
12. Vitali Klitschko (87.2 %)
13. Miguel Berchelt (86.5 %)
14. Khaosai Galaxy, Gennady Golovkin (85.4 %)
15. Gerald McClellan (85.3%)

*En negrita los boxeadores actualmente activos.
*Actualizado el 06/07/2019.

### Los luchadores de MMA con más KOs
1. Travis Fulton (92)
2. Gilbert Yvel (32)
3. Igor Vovchanchyn, Alexander Shlemenko (29)
4. Wanderlei Silva (27)
5. Melvin Manhoef (26)
6. Dan Severn, Paul Daley (25)
7. Maiquel Falcao, (23)
8. Travis Wiuff (22)
9. Mirko Filipovic (21)
10. Anderson Silva, Tim Sylvia, Ben Rothwell, Paul Buentello (20)

### Los campeones de MMA con más% de KOs
BMMA, Deep, IFC, King of the Cage, M-1 Global, Pancrase, Pride Fighting Championships[inactivo], Strikeforce [inactivo], Ultimate Fighter, UFC
1. Conor McGregor (77.3 %)
2. Cristiane Justino (76.4%)
3. Cain Velasquez (73.3%)
4. Vitor Belfort (72.0%)
5. Cung Le (66.7 %)
6. Travis Browne (65.0 %)
7. Junior dos Santos (64.7 %)
8. Maiquel Falcao (63.9 %)
9. Muhammed Lawal, Alexander Volkov (63.6 %)
10. Holly Holm, Stipe Miocic (60.0 %)

### Con más KOs consecutivos
- Boxing: Lamar Clark (44)[11]
- MMA: Travis Fulton (10)

### Más KOs en el primer asalto, en total y consecutivos
- Boxeo: Young Otto (42)

- Consecutivos: Ali Raymi (21)

- MMA: Travis Fulton (68)

- Consecutivos: Igor Vovchanchyn, Travis Fulton (7)

### Kickboxers con más KOs
1. Changpuek Kiatsongrit (178)
2. Badr Hari (88)
3. Andy Souwer (87)
4. Mike Zambidis (86)
5. Branko Cikatic (82)
6. Manson Gibson (80)
7. Peter Aerts (78)
8. Rob Kaman (77)
9. Jerome Le Banner (64)
10. Ernesto Hoost (62)

## Muertes
En algunas peleas de full contact y boxeo, algunos contendientes han muerto tras recibir un nocaut, a veces de forma instantánea. En otras ocasiones los competidores pueden sufrir un desmayo, entrando posteriormente en un estado de coma, que acabaría en la muerte. La mayoría de las veces esto es debido a una inflamación cerebral, que se produce al noquear a un luchador; el cerebro se inflama y empieza a presionar contra el cráneo, causando la muerte.
Algunas cifras acerca de la muerte de boxeadores debido a un nocaut:
- Desde 1884 hasta la fecha: 601 boxeadores
- En 1963: 21 boxeadores
- En 1995: 13 boxeadores

Celebridades del mundo del boxeo que murieron al ser noqueados:
- Jimmy Doyle
- Davey Moore
- Duk-Koo Kim
- Kiko Bejines
- Jimmy García

Siempre ha existido una gran polémica en estos casos, culpándose en ocasiones al árbitro o réferi. Quienes defienden esta acusación, argumentan que el réferi tiene la obligación de parar el combate en cuanto vea que un contendiente se encuentra en clara desventaja respecto a su oponente; pero dado que no existe un criterio definido para esto, no se puede saber con certeza cuándo ha ocurrido una negligencia del réferi. Existen, sin embargo, estadísticas que defienden que los deportes de contacto pleno no llegan a ser tan peligrosos como se les acusa, y que se encuentran en el noveno lugar en el ranking de deportes con más riesgo, detrás de actividades como el automovilismo, considerado el más peligroso.

## Polémica por el boxeo infantil

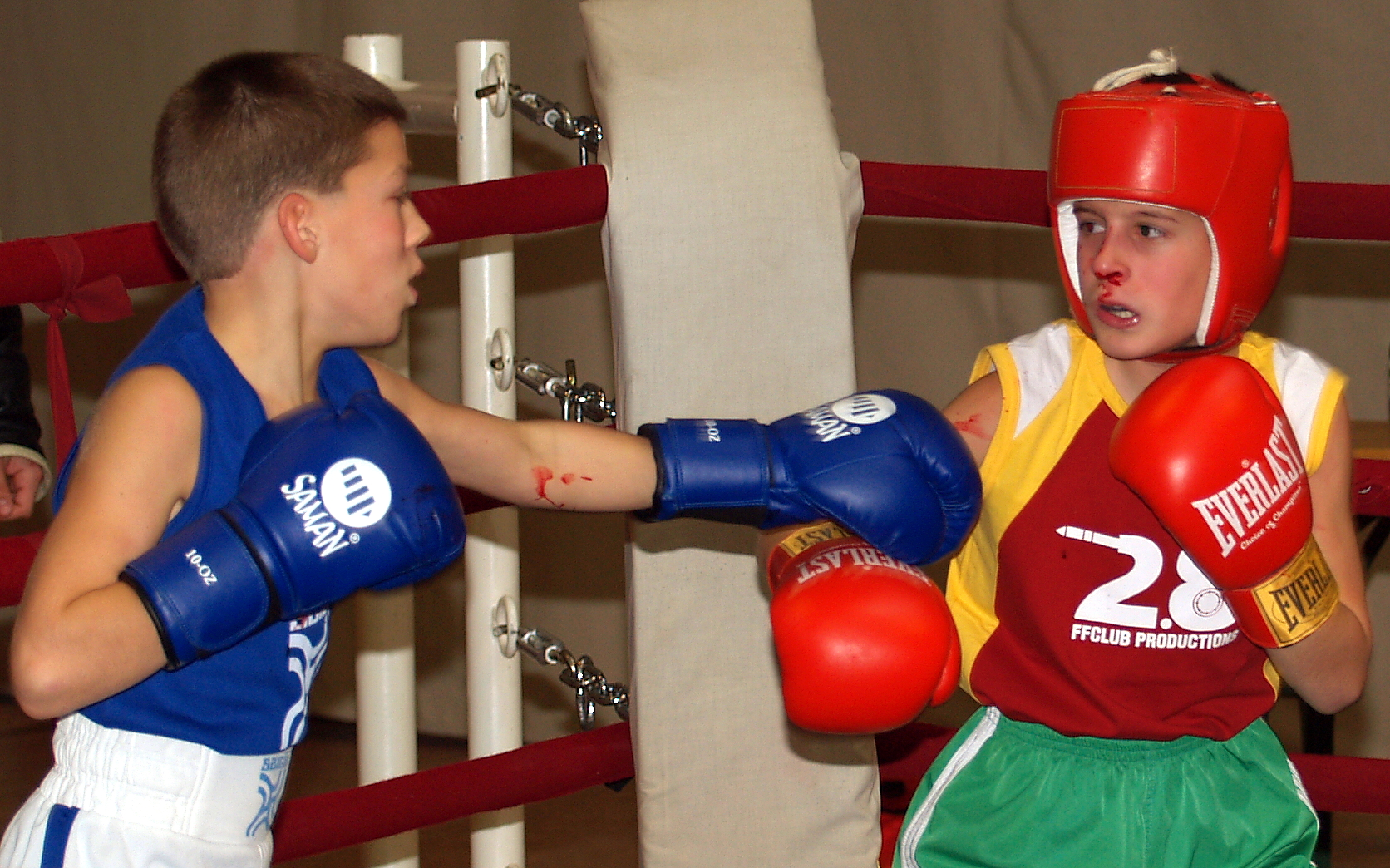
Dos menores boxeando; uno de ellos sangra.

Los daños producidos por el nocaut pueden llegar a ser graves, por lo que se levantó una fuerte polémica acerca de si se debería prohibir o no el boxeo infantil, ya que podría producir daños cerebrales y oculares muy severos en los niños, debido a que se encuentran en pleno desarrollo físico y mental. El detonante fue la realización de un torneo de boxeo infantil en Australia.